# Jamaal Charles
Jamaal RaShaad Jones Charles (* 27. Dezember 1986 in Port Arthur, Texas) ist ein ehemaliger US-amerikanischer American-Football-Spieler in der National Football League (NFL). Er spielte neun Jahre für die Kansas City Chiefs und je eine Saison für die Denver Broncos sowie die Jacksonville Jaguars als Runningback. 

## College
Charles besuchte die University of Texas at Austin und spielte nicht nur für deren Mannschaft, die Longhorns, College Football, sondern stand auch im Leichtathletik-Team, wo er auf der Kurzstrecke ebenfalls zahlreiche Erfolge feierte. Bereits im ersten Jahr konnte er mit den Longhorns die Landesmeisterschaft gewinnen. Weitere Titel und zahlreiche persönliche Auszeichnungen folgten.

## NFL

### Kansas City Chiefs (2008–2016)
Beim NFL Draft 2008 wurde er in der dritten Runde von den Kansas City Chiefs ausgewählt. Bereits in seinem Rookie-Jahr kam er regelmäßig zum Einsatz. War seine Ausbeute mit 357 erlaufenen und 272 im Passspiel erzielten Yards bei einem Touchdown nicht sonderlich imposant, so war sein Durchschnitt von 5,3 Yards pro Laufversuch herausragend. Mit Ausnahme der Saison 2011, als er wegen einer Verletzung des Kreuzbandes nur zwei Spiele bestreiten konnte, erlief er danach bis 2014 jedes Jahr über 1.000 Yards.
Er hält eine Reihe von Franchise-Rekorden und wurde viermal in den Pro Bowl berufen. Im Sommer 2014 unterzeichnete er einen neuen Zweijahresvertrag in Höhe von 18,1 Millionen US-Dollar und war somit einer der bestbezahlten Runningbacks der Liga.
Charles wurde am 28. Februar 2017 von den Chiefs in die Free Agency entlassen.

### Denver Broncos (2017)
Am 2. Mai 2017 unterschrieb Charles einen Ein-Jahres-Vertrag bei den Denver Broncos mit einem Gehalt bis zu 3,75 Mio. US-Dollar.
 In 14 Partien konnte er 296 Yards erlaufen und einen Touchdown erzielen. Nach Ablauf der Saison wurde sein Vertrag nicht mehr verlängert.

### Jacksonville Jaguars (2018)
Nach dem fünften Spieltag der Saison 2018 verpflichteten die Jacksonville Jaguars Charles für ein Jahr, seine Verpflichtung hing mit zahlreichen Verletzungen im Team der Jaguars auf der Runningback Position zusammen.
Am 1. Mai 2019 gab er seinen Rücktritt bekannt. Er hatte für diesen einen Tag einen Vertrag von den Chiefs erhalten, um als Mitglied dieses Teams Abschied vom aktiven Sport nehmen zu können.